# Lorenzo Maggi
Lorenzo Maggi (Brindisi, 22 settembre 1942) è un politico italiano, sindaco di Brindisi dal 10 giugno 1996 al 9 giugno 1997.